# Antimanipulationsplakette

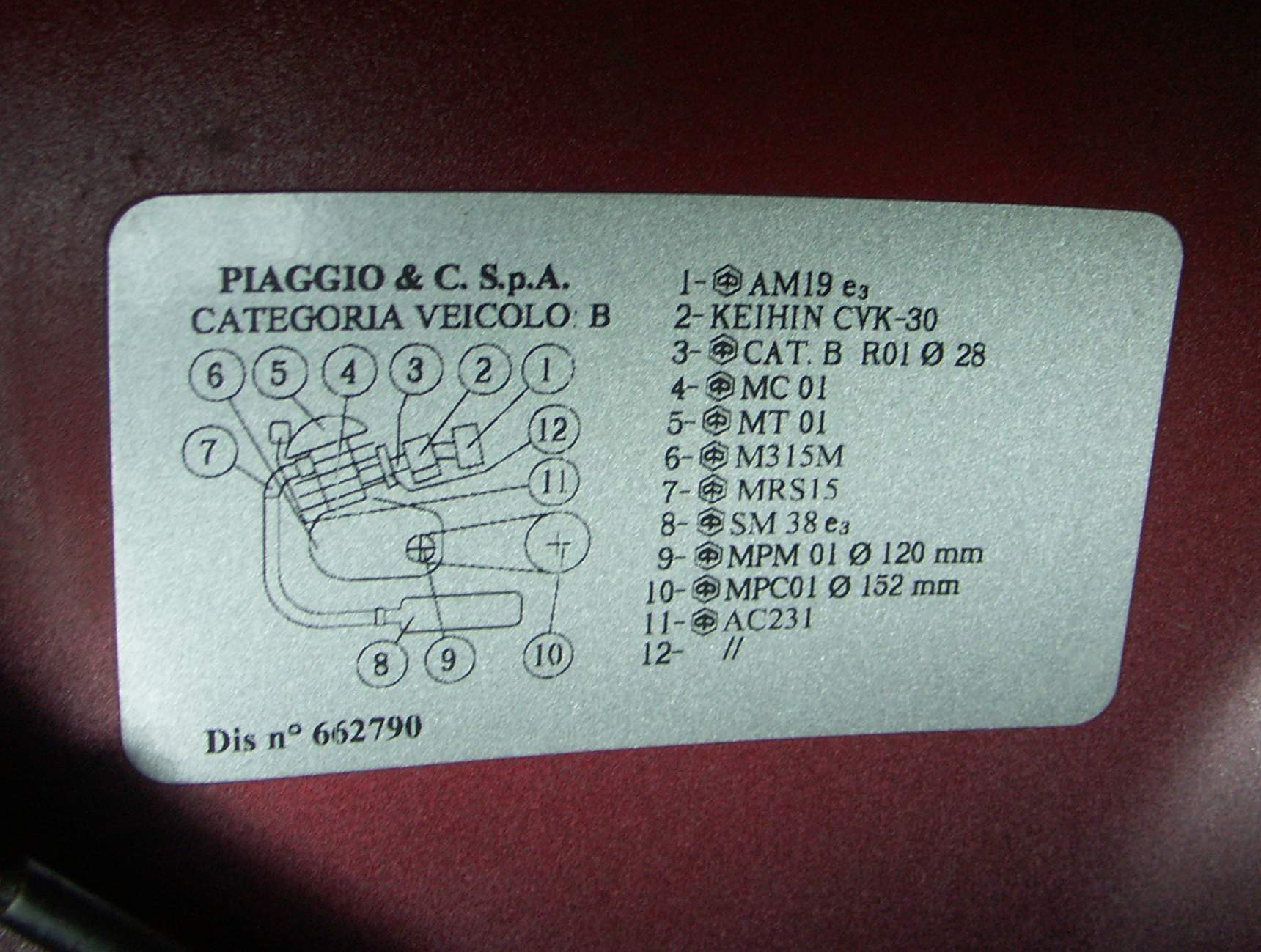
Plakette einer Vespa GTS 125

Die Antimanipulationsplakette (auch -etikette oder -aufkleber) ist ein an leichten Motorrädern aufgebrachtes Schild, das technische Angaben über die originalen Bauteile eines Motorrades enthält und damit Scootertuning entlarvt.
Die Antimanipulationsplakette befindet sich in allen Fahrzeugen bis 125 cm³ Hubraum und 11 kW Leistung, die nach dem 1. Juli 1978 typen- bzw. einzelgenehmigt wurden. Sie ist an einer leicht zugänglichen, aber unauffälligen Stelle wie auf der Innenseite der Verkleidung oder unter der Sitzbank als dauerhaftes Schild ausgeführt.
Neben einer schematischen Darstellung des Motors (vom Ansaugtrakt bis zum Endtopf und dem Getriebe) enthält sie Angaben über den Hersteller, die Teilenummer und die Größe der einzelnen Komponenten.